# Manetta Ryberg
Manetta Desideria Ryberg, född Eriksson 24 oktober 1888 i Stockholm, död 19 april 1978 i Rimbo, var en svensk sångerska och skådespelare. 

## Biografi
Ryberg verkade bland annat vid Oscarsteatern men spelade 1938 även på Dramaten i pjäsen Kvinnorna av Clare Boothe Luce.
Hon var gift med skådespelaren Robert Ryberg. De är gravsatta i minneslunden på Skogskyrkogården i Stockholm.

## Filmografi (urval)
- 1937 – Familjen Andersson
- 1937 – Adolf Armstarke
- 1938 – Karriär
- 1940 – Vi Masthuggspojkar
- 1940 – Hanna i societén
- 1941 – Livet går vidare
- 1941 – Lärarinna på vift
- 1942 – Gula kliniken
- 1942 – En äventyrare
- 1942 – Jacobs stege
- 1943 – Aktören
- 1943 – En flicka för mej
- 1943 – Hans Majestäts rival
- 1943 – Sonja
- 1943 – Anna Lans
- 1943 – Livet på landet
- 1943 – Brödernas kvinna
- 1944 – Den heliga lögnen
- 1944 – Prins Gustaf
- 1944 – Den osynliga muren
- 1945 – Svarta rosor
- 1945 – Rattens musketörer
- 1946 – Eviga länkar
- 1946 – Barbacka
- 1946 – Kris
- 1947 – Kronblom
- 1947 – Krigsmans erinran
- 1948 – Var sin väg

## Teater

### Roller (ej komplett)
| År   | Roll   | Produktion                                                      | Regi          | Teater        |
| ---- | ------ | --------------------------------------------------------------- | ------------- | ------------- |
| 1923 | Tolly  | Gri-Gri Paul Lincke, Heinrich Bolten-Baeckers och Jules Chancel | Elvin Ottoson | Oscarsteatern |
| 1938 | Euphie | Kvinnorna Clare Boothe Luce                                     | Rune Carlsten | Dramaten      |
| 1951 |        | Markens gud Paul Green                                          | Börje Mellvig | Riksteatern   |